# پابزرگ تیره
مرغ پابزرگ تیره (نام علمی: Megapodius freycinet)، که همچنین به عنوان بوته‌مرغ تیره یا پابزرگ معمولی شناخته می‌شود، پرنده‌ای است متوسط اندازه، تقریباً ۴۱ سانتی‌متر (۱۶ اینچ) طول و مایل به سیاه با تاج نوک‌تیز کوتاه، پوست صورت قرمز برهنه، پاهای تیره، عنبیه قهوه‌ای و یک نوک قهوه‌ای تیره و زرد است. نر و ماده شبیه هم هستند. این گونه زمینی در جنگل‌ها و مرداب‌ها، از جمله حرا، جزایر ملوک و راجا آمپات در اندونزی زندگی می‌کند. مانند دیگر مرغ‌های پابزرگ، تخم‌های خود را در تپه‌ای می‌گذارد که از خاک آمیخته با برگ، ماسه، شن و چوب که می‌تواند به اندازه ۱۱ متر (۳۶ فوت) قطر و ایستاده نزدیک به ۵ متر (۱۶ فوت) بلند است.
بسیاری از مقامات، بوته‌مرغ بیاک را به عنوان زیرگونه‌ای از این گونه معرفی می‌کنند، اما این دو به‌طور فزاینده‌ای به‌عنوان گونه‌های جداگانه در نظر گرفته می‌شوند. در همان زمان، بسیاری از مقامات آرایه M. forsteni را گونه‌ای جداگانه، مرغ پابزرگ فورستن می‌دانند، اما اندازه‌گیری‌ها و شواهد مولکولی نشان می‌دهند که این دو بسیار نزدیک هستند، و مسلماً بهتر است که هم‌گونه در نظر گرفته شوند. به‌طور سنتی، اکثر اعضای سردهٔ Megapodius به عنوان زیرگونه M. freycinet ذکر شده‌اند، اما امروزه، همه مقامات اصلی این را نادرست می‌دانند.
نام خاص یادبود کاوشگر فرانسوی لویی کلود دساولز د فرسینه است.
گونه‌ای نسبتاً رایج در بخش بزرگی از گسترهٔ آن، پرنده‌های غبارآلود به عنوان کمترین نگرانی در فهرست سرخ گونه‌های در معرض خطر IUCN ارزیابی می‌شوند.